# Arcade Fruit Machine
Arcade Fruit Machine is een simulatiespel ontwikkeld en uitgegeven door Zeppelin Games. Het spel werd uitgebracht in 1990 voor de Amstrad CPC, Atari 8 bit-familie, Commodore 64 en de ZX Spectrum. In 1992 verscheen het computerspel voor de Amiga, Atari ST en het besturingssysteem DOS.

## Gameplay
In het spel wordt een gokautomaat gesimuleerd. De speler gooit aan het begin van de ronde een paar munten in de automaat en begint. Door het voltooien van de opdracht CASH'n'GRAB (waarin de speler nummers moet verzamelen om alle letters vrij te spelen) kan de speler uit drie bonussen of missies kiezen. Na het voltooien van een ronde wordt het bedrag op de fictieve rekening van de speler gestort.

## Ontvangst
Het Britse tijdschrift Computer and Video Games was positief over Arcade Fruit Machine, met name het grafische uiterlijk van het computerspel. De Commodore 64-versie van het spel kreeg een algemene beoordeling van 77 procent.

## Platforms
| Jaar | Platform                                            |
| ---- | --------------------------------------------------- |
| 1990 | Amstrad CPC, Atari 8-bit, Commodore 64, ZX Spectrum |
| 1992 | Amiga, Atari ST, DOS                                |